# Doliodrilus brachyductus
Doliodrilus brachyductus är en ringmaskart som beskrevs av Wang och Erséus 2004. Doliodrilus brachyductus ingår i släktet Doliodrilus och familjen glattmaskar. Inga underarter finns listade i Catalogue of Life.